# Delta1 de la Lira
Delta¹ de la Lira (δ¹ Lyrae) és un sistema estel·lar binari a la constel·lació de la Lira, a uns 1.100 anys llum de distància de la Terra. Les dues estrelles completen una òrbita l’una sobre l’altra aproximadament un cop cada 88 dies. Són binàries espectroscòpiques, és a dir, la separació entre ambdues és molt petita i la seva velocitat orbital és molt elevada.
El membre principal, el component A, és una estrella de la seqüència principal blanca blavosa del tipus espectral B2.5V.